# Oblężenie Fortu Ticonderoga (1777)
Bitwa o Fort Ticonderoga – starcie zbrojne, które miało miejsce w dniach 5–6 lipca 1777 i było raczej manewrem bojowym niż bezpośrednią bitwą w wojnie o niepodległość Stanów Zjednoczonych. 
Armia brytyjska prowadzona przez Johna Burgoyne'a zajęła Fort Ticonderoga i zmusiła amerykańskich obrońców generała Arthura St. Claira do wycofania się z placówki.

## Przed bitwą

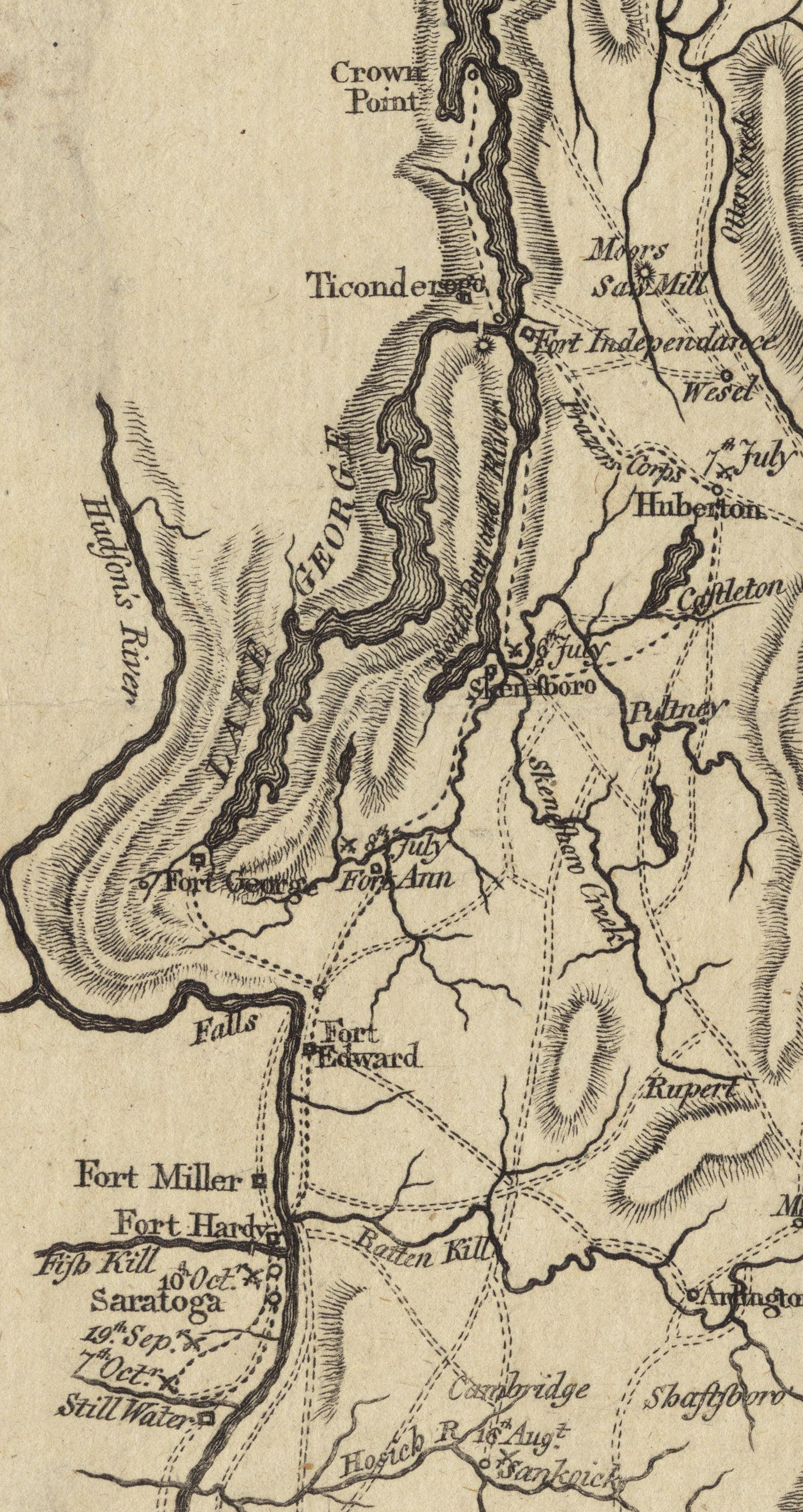
plan okolic

### Sytuacja na froncie
Wojska brytyjskie (w skład korpusu wchodziły również oddziały heskie) zostały zatrzymane latem 1776 w czasie bitwy pod Valcour. Fort Ticonderoga był znakomitym punktem strategicznym pozwalającym kontrolować południowy kraniec jeziora Champlain oraz wejście do doliny rzeki Hudson. Brytyjska strategia polegała na rozdzieleniu zbuntowanych kolonii przez połączenie swoich sił, które uderzały na południe z Quebecu z poruszającymi się na północ wzdłuż Hudson siłami z Nowego Jorku. Zajęcie Ticonderoga było w takiej strategii kluczowym posunięciem.

### Zimowe fortyfikowanie
Do nastania zimy Amerykanie przez kilka miesięcy przygotowując obronę i naprawiając starą część fortu, dobudowali również dodatkowe blanki. Wzmocnili również Fort Independence położony po drugiej stronie jeziora Champlain i poprawili komunikację pomiędzy fortami poprzez budowę mostu pontonowego w miejscu, w którym rzeka La Chute wpada do jeziora.
W forcie stacjonowało pod dowództwem generała Arthura St. Claira około 2500 ludzi. Byli to zarówno milicjanci z różnych stanów jak i żołnierze Armii Kontynentalnej.

### Teren i zagrożenie
Wzgórze zwane Głowa Cukru (ang. Sugar Loaf, funkcjonuje także nazwa Mount Defiance) umożliwiało obserwację obu fortów a umieszczenie na nim działa czyniło pozycje amerykańskie właściwie bezbronnymi. Wcześniej, w czasie gdy dowódcą w forcie był generał Horatio Gates, uwagi na temat tego problemu taktycznego zgłosił mu John Trumbull.
Gates uważał jednak, że niemożliwe jest, by Brytyjczycy umieścili działo na wzgórzu. Po tym jak Gates wyjechał na rozmowy z Kongresem, jego następca generał Schuyler również stwierdził, że obawy są bezpodstawne.
Podczas gdy Gates i Schuyler zajęci byli polityką i walką o dowództwo w Północnym Departamencie Armii Kontynentalnej, pełniący obowiązki dowódcy fortu Ticonderoga generał St. Clair nie zamierzał podważać rozkazów Schuylera. Nie uległ nawet gdy odpowiedzialny za fortyfikacje amerykańskie pułkownik wojsk inżynieryjnych, Tadeusz Kościuszko, przedstawił mu swoje wątpliwości potwierdzające uwagi Trumbulla oraz gdy kulejący po bitwie pod Quebekiem Benedict Arnold wszedł na Głowę Cukru by potwierdzić realność zagrożenia. Gates po otrzymaniu uwag Kościuszki skłaniał się do zabezpieczenia górującego nad fortami wzgórza jednak jego przeciwnicy polityczni Schuyler i St. Clair zignorowali te informacje.

### Siły brytyjskie
Burgoyne dowodził około 8 000 ludzi i posiadał wsparcie artyleryjskie oraz marynarki wojennej operującej na rzekach i jeziorach. Były to siły wystarczające do pokonania oddziałów St. Claira, na które składało się 3 500 milicjantów. Schuyler pozostawił mu rozkaz jak najdłuższego utrzymania swoich pozycji tak by możliwe było zgromadzenie dodatkowych sił do obrony Albany. Z końcem lipca w okolice fortu dotarły siły Burgoyne'a.

## Ewakuacja i upadek fortu
Brytyjski zwiad szybko stwierdził taktyczne znaczenie wzgórza Głowa Cukru. Począwszy od 2 lipca 1777 Brytyjczycy rozpoczęli oczyszczanie i fortyfikowanie wzniesienia oraz umieścili tam karabiny i działa, które wciągnęli używając wciągarek mocowanych do kolejnych drzew.
Po wciągnięciu dział na Głowę Cukru, dowódca artylerii Burgoyne'a, generał major William Phillips miał powiedzieć: „Gdzie może wejść kozica, może wejść człowiek, a tam gdzie on wejdzie może ze sobą zabrać broń palną” (ang. „Where a goat can go, a man can go, where a man can go, he can drag a gun”).
4 lipca Amerykanie świętowali spokojnie rocznicę Deklaracji Niepodległości, a 5 lipca zobaczyli, że Brytyjczycy przygotowali swoje pozycje ofensywne, a kolejne siły wzmocniły je w ciągu dnia.
Trumbull wykazał wcześniej, że ogień amerykańskich karabinów nie dosięgnie szczytu wzgórza, dlatego też generał St. Clair, obawiając się ataku artyleryjskiego, nakazał wycofanie swoich wojsk pod osłoną nocy z 5 na 6 lipca.
W Ticonderodze Brytyjczycy zastali broń, amunicję, zapasy oraz chorych i rannych, którzy nie mogliby znieść trudów podróży. W forcie Independence pozostała mała załoga, która miała zabezpieczać odwrót pozostałego wojska amerykańskiego oraz zniszczyć most pontonowy, ale nie wykonała ona tego zadania. Następnego ranka zostali wzięci do niewoli przez Brytyjczyków, którzy rozpoczęli okupację fortów bez oddania nawet jednego strzału. Generał Simon Fraser ruszył w pościg za uciekającymi Amerykanami.

## Następstwa
Opuszczenie Ticonderogi było wprawdzie pośpieszne, ale stało się częścią amerykańskiej strategii obronnej, którą zarządził generał Schuyler w odpowiedzi na brytyjską Kampanię Saratoga.
Rezultatem pościgu Frasera była bitwa pod Hubbardton, w której Brytyjczycy starli się z tylną strażą wycofującego się generała St. Claira. Reszta Amerykanów dotarła do Fort Edward i połączyła się z siłami Schuylera, rozpoczynając przygotowania do bitwy pod Saratogą. Ticonderoga nie opóźniła wprawdzie natarcia prowadzonego przez Burgoyne'a, ale je osłabiła, gdyż w forcie pozostał garnizon złożony z kilku regimentów wojska oraz milicji kanadyjskiej.
Zajęcie Ticonderogi miało natomiast duże znaczenie polityczne. Kongres był przerażony postawą swojej armii i utratą fortów. Winą za to zostali obarczeni Schuyler i St. Clair. Pierwszy z nich utracił stanowisko dowódcy Północnego Departamentu Armii Kontynentalnej i zastąpił go generał Horatio Gates. St. Clair utrzymywał, że postąpił zgodnie z rozkazami i domagał się rozpatrzenia sprawy przez sąd wojenny, który oczyściłby go z zarzutów.
Po klęsce i poddaniu się Burgoyne'a pod Saratogą, brytyjski garnizon w forcie Ticonderoga wycofał się do fortu St. John i Amerykanie ponownie umieścili w forcie swój garnizon, nie notując żadnych większych potyczek.